# Den första kretsen
Den första kretsen (ryska: В круге первом) är en roman av den ryske författaren Aleksandr Solzjenitsyn, publicerad 1969.
Romanen handlar om fångarna internerade i ett specialfängelse - sjarasjka - i byn Mavrino utanför Moskva, en del i gulag-systemet. Sjaraskan inrättades för att utnyttja kompetensen hos ett antal vetenskapsmän och tekniker hellre än att låta dem gå under i lägren. Romanen bygger på verkliga händelser och personer, Lev Kopelev är Rubin i romanen. Solsjenitsyns alter ego  är Nerzijn. Många av fångarna är tekniker eller akademiker och har mer drägliga förhållanden än i andra gulager.
Den ryske filmregissören Gleb Panfilov gjorde 2005 en TV-serie i tio avsnitt av romanen.

## Handling
Fångarna arbetar på olika tekniska projekt för att hjälpa statens säkerhetstjänst. Samtidigt som de är medvetna om att de behandlas mycket bättre än "vanliga" gulagfångar upplever en del av dem ett stort moraliskt dilemma i sitt arbete för att stärka en säkerhetsapparat som orsakar så mycket lidande.
Bokens titel anspelar på helvetets första krets, från Dantes Den gudomliga komedin, där grekiska filosofer lever på ett begränsat utrymme av relativ frihet i helvetet. Den första kretsen är för Dante den ’högsta’ eller det ’bästa’ helvetet.